# 水野重期
水野 重期（みずの しげとき、元禄8年（1695年） - 元文5年7月2日（1740年7月25日））は、紀伊新宮藩（紀州藩附家老）第4代藩主。
常陸麻生藩分家・新庄直恒の長男。母は水野良全（第2代藩主・水野重良の次男）の娘。養父は第3代藩主・水野重上であり、重上は母方の大伯父に当たる。養子に忠昭（水野重矩の子）。官位は従五位下・淡路守。初名は直泰（なおやす）。他に重矩（しげのり）、良達（よしみち）を名乗っている。幼名は市三郎。通称は主計。
宝永4年（1707年）3月1日に養父が死去したため、同年4月7日に跡を継いだ。同年5月28日、第5代将軍・徳川綱吉に初御目見を果たす。宝永6年（1709年）12月18日には従五位下・淡路守に叙任される。
正徳4年（1714年）7月18日、家督を養嗣子の忠昭に譲って隠居し、元文5年（1740年）7月2日に死去した。享年46。法号は知泉院殿静山日体大居士。墓所は東京都新宿区須賀町の戒行寺。